# Coleophora vacciniivorella
Coleophora vacciniivorella é uma espécie de mariposa do gênero Coleophora pertencente à família Coleophoridae.